# Thören
Thören ist ein Dorf am Südrand der Lüneburger Heide in Niedersachsen, es liegt im Aller-Leine-Tal und gehört zur Gemeinde Winsen (Aller).

## Geschichte
1662 wurde eine Schule in Thören eingerichtet, 1667 gab es nach einem erhaltenen Amtslagerbuch vier Vollhöfe, zwei Halbhöfe, sieben Bauern, zwei Kötner und eine Zehntscheune. 1900 gab es im Ort 161 Einwohner. 1921 hatte Thören 174 Einwohner. 1946 waren es 445 und derzeit sind es etwa 733 Einwohner. 1966 wurde die Schule geschlossen, eine Zeitlang wurde sie nach einem Umbau zusammen mit dem Lehrerwohnhaus als Gastwirtschaft Brase geführt, nachdem die unmittelbar daneben gelegene Gastwirtschaft Voigt (früher auch Poststelle) schon vorher geschlossen worden war. 
Am 1. Februar 1971 wurde Thören in die Gemeinde Winsen (Aller) eingegliedert.
Im „Dörferdreieck Allerniederung mit den Ortschaften Bannetze, Jeversen und Thören“ ist eine „Verbunddorferneuerung“ in Angriff genommen worden. Am 18. März 2010 hat der Gemeinderat Winsen/Aller dem Dorferneuerungsplan zugestimmt. Im Zuge der Dorferneuerung wurde ein kombiniertes Dorfgemeinschafts- / Feuerwehrhaus gebaut. 

### Erdölförderung
1904 wurde zwar schon die erste Ölbohrung vorgenommen, aber erst ab 1940 waren die Bohrungen erfolgreich. In den 1940er Jahren wurde Thören zu einem „Industriestandort“: Es wurde Erdöl gefunden. Bohrtürme wurden am nördlichen Rand des Ortes aufgebaut. Das Öl wurde durch eine unterirdische Leitung nach Wietze gepumpt. Dort wurde ölhaltiger Sand in einem Bergwerk an die Oberfläche geholt und außerdem Öl durch Pumpen gefördert. Die Anlagen zur Ölaufbereitung wurden auch für das Thörener Erdöl genutzt. Eine der Bohrung wurde an der Stelle vorgenommen, die ein Wünschelrutengänger vorschlug. An dieser Stelle wurde Öl gefunden, das mit einem solchen Druck durch den Bohrturm austrat, dass es mehrere Tage dauerte, bis der Abfluss in geordnete Bahnen gelenkt werden konnte. 1964 wurde die Ölförderung eingestellt.

### Ortsteil Heidehof
Der „Heidehof“ war der Ortsteil zwischen Thörens altem Dorf und der Ölindustrie, in dem Baracken im Zusammenhang mit der Ölförderung aufgebaut wurden. Dort wohnten viele im Erdölgeschäft Tätigen. Als nach dem Zweiten Weltkrieg Flüchtlinge nach Thören kamen, wohnten auch sie zunächst im Heidehof. Dort gab es in einer Baracke zeitweilig sogar eine Außenstelle der Schule. Ende des 20. Jahrhunderts, nachdem die Ölförderung stillgelegt war, wurden die Wege im Heidehof zu Straßen ausgebaut und es entstand zunächst eine Wochenendhaus-Siedlung am Rande des Dorfes.

## Politik

### Ortsrat
Die Ortschaft Thören hat einen eigenen Ortsrat, bestehend aus 5 Mitgliedern.
Bei der Kommunalwahl 2021 ergab sich folgende Sitzverteilung:
| Ortsrat 2021Insgesamt 5 Sitze - Unabh.: 1 - CDU: 4 |

### Ortsbürgermeister
Ortsbürgermeister ist Wilhelm Redeker (CDU). Stellvertretende Ortsbürgermeisterin ist Imke Hüner.

### Wappen
Nach ausgiebiger Diskussion entschloss man sich am 21. Mai 2001 für ein Wappen, das drei Elemente zum Inhalt hat: Grundlage des Dorfes bildete in der Vergangenheit die Landwirtschaft – dafür steht der Pflug im unteren Teil. Die Aller bestimmte von jeher das Leben im Ort, ein Deichbruch führte 1946 zu einer Überschwemmung – dafür steht der Wellenbalken in der Mitte. Und die Ölpumpe im oberen Teil des Wappens nimmt Bezug auf die Erdölgeschichte des Dorfes.

## Verkehr
Thören ist über eine Abfahrt von der Raststätte Allertal an der Bundesautobahn 7 in Richtung Celle erreichbar. Zwischen Winsen und Thören verkehrt der Bürgerbus Winsen. Nach Celle führt eine Buslinie. Wegen der Erreichbarkeit von der Autobahn her nimmt die Bevölkerung des Ortes zu. Seit 2001 gibt es in Thören drei neue Bebauungsgebiete.

## Baudenkmäler
Baudenkmale in Thören

## Vereine
1909 wurde der Thörener Schützenverein gegründet, 1934 die Freiwillige Feuerwehr, seit 1975 gibt es die Interessengemeinschaft des Wochenendgebietes Thören. Außerdem gibt es die Ideenwerkstatt, die Fußballfreunde, die Jagdgemeinschaft, den Kegelclub und eine Reit- und Fahrgemeinschaft.